# دیان آنجلوف
دیان آنجلوف (بلغاری: Диян Дончев Ангелов؛ زادهٔ ۱۷ اکتبر ۱۹۶۴) بازیکن فوتبال اهل بلغارستان است.
وی همچنین در تیم ملی فوتبال بلغارستان بازی کرده‌است.